# لوئیس آیالا (تنیس‌باز)
 لوئیس آیالا (انگلیسی: Luis Ayala) (۱۸ سپتامبر ۱۹۳۲ – ۴ سپتامبر ۲۰۲۴) یک تنیس‌باز اهل شیلی بود.